# Saint-Félix-de-Lodez
Saint-Félix-de-Lodez är en kommun i departementet Hérault i regionen Occitanien i södra Frankrike. Kommunen ligger i kantonen Clermont-l'Hérault som tillhör arrondissementet Lodève. År 2022 hade Saint-Félix-de-Lodez 1 142 invånare.

## Befolkningsutveckling
Antalet invånare i kommunen Saint-Félix-de-Lodez
Referens:INSEE